# Skenografia
La Skénografia est en Grèce antique la peinture de toiles posés sur la Skéné. Elle aurait été inventée par Sophocle pour les besoins d'une de ses pièces (ou bien par Eschyle comme le dit Vitruve).
Anaxagore et Démocrite auraient étudié les lois de la perspective pour rendre aux toiles peintes un effet de profondeur.
En général, cet ancêtre du décor devait recouvrir l'ensemble des murs de la skéné.
Au IVe siècle av. J.-C., à Mégalopolis, on aurait superposé plusieurs toiles afin de pouvoir changer de décor. Mais il est néanmoins très probable qu'on ait changé les décors uniquement entre certaines pièces des Tétralogies.
Autre solution aussi utilisé pour changer les décors en Grèce antique : les périactes.